# Pongamia velutina
Pongamia velutina là một loài loài thực vật họ Đậu (Fabaceae).
Loài này chỉ có ở Papua New Guinea.
Chúng hiện đang bị đe dọa vì mất môi trường sống.